# Вікове дерево в'яза (Черкаський район)
Вікове дерево в'яза — ботанічна пам'ятка природи місцевого значення. Об'єкт розташований на території Черкаського району Черкаської області, село Межиріч.
Площа — 0,01 га, статус отриманий у 1998 році.